# Erasmus+

Логотип Erasmus+

Erasmus+ — програма Європейського Союзу, спрямована на підтримку освіти, молоді, спорту та навчання протягом усього життя. Вона діє з 2014 року як продовження та об'єднання кількох попередніх програм, включаючи Erasmus, Leonardo da Vinci, Comenius та інші.

## Історія створення
Програма Erasmus була започаткована у 1987 році як ініціатива для підтримки академічної мобільності студентів. У 2014 році Європейський Союз створив Erasmus+ — інтегровану програму, яка об'єднала в собі попередні ініціативи та розширила сферу дії на професійну освіту, молодіжну політику та спорт. На період 2021–2027 рр. бюджет Erasmus+ становить понад 26 мільярдів євро.

## Основні напрями Erasmus+
Міжнародна академічна мобільність студентів та викладачів
Співпраця між навчальними закладами та організаціями
Професійна освіта і навчання
Молодіжні обміни та волонтерські проєкти
Розвиток спорту на місцевому рівні

## Учасники програми
До програми Erasmus+ входять 27 країн-членів ЄС, країни Європейської економічної зони (Норвегія, Ісландія, Ліхтенштейн), країни-кандидати на вступ до ЄС, а також партнери з інших регіонів світу.

## Програма в Україні
Україна є партнерською країною Erasmus+ та бере активну участь у програмі. Щороку сотні українських студентів, викладачів та молодіжних працівників беруть участь у проєктах мобільності. Діяльність координується Національним Erasmus+ офісом в Україні.

## Фінансування
Erasmus+ фінансується з бюджету Європейського Союзу. У 2021–2027 роках бюджет програми перевищує 26 мільярдів євро, що робить її однією з наймасштабніших освітніх ініціатив ЄС.

## Вплив і результати
Програма сприяє інтернаціоналізації освіти, розширенню культурних зв'язків, підвищенню якості навчання та посиленню європейської ідентичності. За роки дії Erasmus+ участь у програмі взяли мільйони людей по всьому світу.

## Значущість
Erasmus+ є однією з наймасштабніших освітніх ініціатив у світі. Її значущість полягає у:сприянні інтернаціоналізації освіти і професійному розвитку мільйонів громадян Європи та світу;підтримці академічної мобільності, молодіжного обміну та міжнародної співпраці в освітній сфері;забезпеченні рівного доступу до якісної освіти та розвитку навичок у глобалізованому світі;розвитку європейських цінностей, культурного обміну та міжкультурного діалогу;значному внеску в розбудову потенціалу закладів освіти та громадських організацій.На програму покладаються стратегічні цілі Європейського Союзу щодо підвищення конкурентоспроможності та соціальної згуртованості. Її результати широко висвітлюються у звітах Європейської Комісії, наукових дослідженнях та визнані в міжнародній освітній спільноті.

## Критика та виклики
Серед викликів — нерівний доступ до участі в програмі, бюрократичні труднощі, а також потреба в адаптації до різних освітніх систем та умов.